# Saint-Jure
Saint-Jure è un comune francese di 313 abitanti situato nel dipartimento della Mosella nella regione del Grand Est.

## Società

### Evoluzione demografica
Abitanti censiti